# Robert Salmon (chef d'entreprise)
 (mars 2021).
Robert Salmon, né Robert-Marc Salmon le 1er novembre 1935 à Neuilly, est un chef d'entreprise français, notamment vice-président du groupe L'Oréal responsable de la prospective stratégique, et ancien directeur général de Lancôme et Guy Laroche.

## Biographie

### Parents
Son père, Pierre Salmon (1896 - 1981), ancien élève de l'École polytechnique, a été ingénieur général de l'Armement et notamment Directeur de l'Armement de 1945 à 1952. Il est l'auteur d'une cinquantaine d'ouvrages d’ingénierie.
Sa mère, Isabelle Hartung (1906 - 1995), est la fille du général Jules Hartung (1876 - 1971) qui a été, entre autres, Commandant de l'Ecole Supérieure de guerre (1932 - 1935).

### Diplômes
- 1961 Licence en Sciences et diplôme de l'École supérieure de chimie industrielle de Lyon (ESCIL)
- 1963 MBA – INSEAD  (Fontainebleau), maîtrise en administration des affaires.
- 1969 Stanford Insead Program (Fontainebleau)
- 1991 Executive Program, Stanford Business School (États-Unis)

### L'Oréal[3]
Robert Salmon commence sa carrière à L'Oréal en 1963. Elle durera 35 années, jusqu'en 1998.
En 1969-1970, il est  directeur général de Lancôme et Guy Laroche puis de 1971 à 1990 de la Division Luxe Parfums et Beauté. Cette division rassemblant les marques Lancôme, Helena Rubinstein, Helena, Guy Laroche, Biotherm, Cacharel, Jeanne Piaubert, Georgio Armani, Paloma Picasso, Ralph Lauren, Vichy, Phas, La Roche Posay, Laboratoires Goupil.
Pendant 35 ans Robert Salmon, qui est un opérationnel de terrain, anime une équipe à l'échelle de la planète. Il accomplira chaque année en moyenne 300.000 km pour implanter et suivre la diffusion des marques de luxe du groupe L'Oréal dans une centaine de pays. Il créera et animera ainsi  nombre de filiales, d'agences et de réseaux spécifiques. Notamment, bien avant tous ses concurrents, il introduira les marques de luxe du Groupe dans les boutiques Duty free et au sein des compagnies aériennes.
En 1991 il est nommé vice-président du groupe L'Oréal, responsable de la prospective stratégique. Il côtoiera ainsi les futuristes mondiaux au cours de conférences et colloques, engrangeant les informations aux meilleures sources. Pierre Wack et Peter Schwartz ont été ses inspirateurs. Sa mission sera de synthétiser, harmoniser, vulgariser le plus efficacement possible des données complexes, souvent cloisonnées. Il mettra en relation des chercheurs, jettera des ponts entre différents types de recherche, qu'elles soient sociales ou environnementales, afin de dresser un arc-en-ciel des savoirs et de les rendre efficaces et lisibles par un grand public. Plusieurs de ses livres s'en feront l'écho (cf. bibliographie ci-dessous).

### Trophée Lancôme
Alors qu'il est directeur général de la marque, il sera l'un des fondateurs et le sponsor du Trophée Lancôme créé par Gaëtan Mourgue d'Algue à Saint-Nom-la-Bretèche dans les Yvelines, qui rassemble les meilleurs golfeurs du monde de 1971 à 2003. Ce parrainage durera 33 ans. L'Association des fondateurs, outre lui, comprenait huit membres dont François Dalle (Président de L'Oréal) et Mark McCormack, célèbre agent de stars du golf.

### Perspectives et prospective
Dès qu'il quitte L'Oréal pour sa retraite en l'an 1998, il devient conseiller de groupes de luxe, donne régulièrement des conférences et est l'auteur de livres traduits en plusieurs langues.
En 2021 paraîtra aux Editions Diateino (dirigées par Jean Staune) Flash sur le futur, où avec Rémy Salmon, son frère médecin, il "ausculte le futur du monde" sous tous ses angles.

### Citations
Voici quelques formules que l'on peut lire dans ses ouvrages de prospective et qui illustrent ses points de vue : "Je regarde toujours devant", "Il faut savoir détecter les signaux de faible intensité mais qui sont des signes annonciateurs", "Il faut lire les phénomènes émergents dès leur naissance car le futur est dans les entrailles du présent". "Il faut toujours se soucier des arrière-plans de l'économie, car sinon il n'y a pas de développement durable pour l'Homme, la Terre, la Mer et le Ciel." 
Il peut se montrer critique envers les élites "qui savent tout sur tout mais ne savent souvent pas écouter", en écho aux visionnaires "qui ont toujours tort d'avoir raison trop tôt.".

### Autobiographie
En 2016, il publie sa biographie aux Éditions du Passeur, De l'Oréal à Lhassa, itinéraire iconoclaste. "Ces mémoires d’un grand patron en quête de spiritualité livrent un tour du monde rebondissant et font découvrir une personnalité hors du commun. L’ouvrage passionnant d’un homme toujours en conquête, du monde comme de lui, tiraillé entre latitudes terrestres et longitudes célestes, mais toujours à la recherche de nouvelles pistes." (Olivier Gissey in Unidivers janvier 2016).
Dans sa préface, Marc Ladreit de Lacharrière, vice-président directeur général de 1984 à1991, faisant équipe avec Lindsay Owen Jones, président-directeur général de 1988 à 2006, écrit : "Avec Robert Salmon nous avons ensemble accéléré la conquête du monde qui a fait de ce groupe L'Oréal le prestigieux leader mondial incontesté. Pour conquérir les marchés non familiers, lointains et exotiques du Moyen-Orient, d'Asie, des pays  d'Amérique latine et  de l'Est, il nous fallait  une équipe d'aventuriers. L'auteur de ce livre est sans aucun doute le chef de file d’une équipe d'aventuriers les plus étonnants du groupe de cette époque de pionniers. Il venait régulièrement me consulter pour avoir mon soutien avant d'établir des filiales ou des joint-ventures dans des pays encore peu connus et nous avons souvent voyagé ensemble par exemple en Corée, en Chine, au Japon, en  Russie, et je garde en mémoire certains moments magiques de cette époque épique."

## Distinctions
- Membre de l’Advisory Board de la World Future Society[9]
- Chevalier de la Légion d'Honneur (1998) et chevalier de l'Ordre du Mérite
- Membre associé de l'Institut Mondial des Sciences, présidé par André Lichnerowicz (1996)

## Ouvrages
- De l'Oréal à Lhassa, itinéraire iconoclaste. Préface de Marc Ladreit de Lacharrière. Édit. Le Passeur, 2015
- Heidi, réveille-toi. La Suisse est-elle tombée dans les pièges du succès ? (avec Christophe Cordey). Édit. Slatkine, 2014
- Sauver Demain, avec Toni Casalonga et Jacques-Olivier Gratiot, préfacé par Nicolas Hulot. Édit. SEFI, 2008, nouvelle édition 2015.
- 21 Défis pour le XXIe siècle. Édit. Economica, 2002.
- Les oubliés du monde.com (avec Emmanuel Pateyron). Édit. Village Mondial, 2000.
- L’intelligence Compétitive, préfacé par Jean-Baptiste de Foucauld, Commissaire au Plan de 1992 à 1996. Edit. Economica, 1997, traduit en anglais (Economica Ltd, 1999) et en allemand (Gabler Verlag, 1999). Primée d'un award par la prestigieuse World Future Society.
- Considérations Economiques et Sociales. Édit. Lexies, 1996.
- Les nouvelles Technologies de l’Information et l’Entreprise. Edit. Economica, 1996.
- Tous les chemins mènent à l’Homme. Préface de Lindsay Owen-Jones. InterÉditions, coll. Essai, 1994. Prix du Livre de l'Entreprise 1995. Traduit en anglais, All roads lead to Man (Oxford Blackwell Publisher, 1996), en allemand : Alle Wege führen Zum Menschen (Gabler Verlag, 1996), et  en 1998 en espagnol Todos los caminos conducen al Hombre (Plaza y Janes Editores, 1998), en chinois et en coréen.